# Bartolomeo Mezzavacca
Bartolomeo Mezzavacca, le cardinal de Rieti, est un cardinal italien né à Bologne en Émilie-Romagne, Italie, et décédé le 20 ou 29 juillet (ou juin) 1396 à Rome. 

## Repères biographiques
Mezzavacca est auditeur à la rote romaine. Il est élu évêque d'Ostuni en 1374 et transféré à Rieti après avril 1378.
Mezzavacca est créé cardinal par le pape Urbain VI lors du consistoire du 18 septembre 1378, mais le pape le prive de son cardinalat en 1383. Mezzavacca est un des signataires de la lettre pour dénoncer la violence du pape Urbain VI et il se rend à l'antipape Clément VII à Avignon. Le pape Boniface IX le rétablit et le cardinal Mezzavaca est encore légat à Gênes et à Viterbe.